# Svatka
Svatka je pravostranný přítok řeky Klabavy. Pramení pod vrchem Kokotsko (k. ú. Bušovice), napájí soustavu Horního a Dolního kokotského rybníka, z něhož dále vytéká a v obci Dýšina – části Nová Huť se vlévá do řeky Klabavy.